# Giuseppe Di Cristina
Giuseppe Di Cristina (Riesi, 22 aprile 1923 – Palermo, 30 maggio 1978) è stato un mafioso italiano.
Soprannominato "la tigre" nacque all'interno di una famiglia di consolidata
tradizione mafiosa. Suo padre, Francesco Di Cristina, e suo nonno, Giuseppe soprannominato Birrittedda, erano a loro volta capi mafiosi.
Nel 1961, alla morte di suo padre Francesco Di Cristina, prese in mano le redini della famiglia mafiosa di Riesi; Di Cristina era anche il rappresentante mafioso della provincia di Caltanissetta e, per questa ragione, nel 1975 divenne membro della "Commissione interprovinciale" di Cosa Nostra. Tre anni dopo
sarà assassinato da una fazione opposta, quella dei Corleonesi di Salvatore Riina e Bernardo Provenzano.

## Biografia

### Derivazione mafiosa
Suo nonno, omonimo Giuseppe Di Cristina, fu un membro di spicco della cosca mafiosa di Riesi, che con l'intimidazione riuscì ad ottenere l'occupazione di gabellotto. Arrivato il momento di nominare il proprio successore, scelse il giorno in cui, a Riesi, si festeggia la festa di San Giuseppe. Quando la processione si fermò sotto il balcone di Don Giuseppe, il vecchio padrino baciò suo figlio Francesco davanti a tutta la folla per mostrare ai suoi uomini il passaggio di nomina, quindi Francesco Di Cristina, detto Don Cicciu, fece cenno alla processione di continuare.
Da questo momento era diventato chiaro a tutto il paese che Don Ciccu era diventato il nuovo boss di tutta Riesi. Francesco Di Cristina ebbe forti legami con le famiglie mafiose di Palermo e con molti gruppi politici. Morì il 19 marzo del 1961 di morte naturale.

### Intrecci politici

Di Cristina ad un processo

Giuseppe Di Cristina fu conosciuto come "l'elettore" di Calogero Volpe della Democrazia Cristiana. Il fratello del boss, Antonio Di Cristina, diventerà Sindaco di Riesi e sottosegretario del partito della DC nella provincia di Caltanissetta.
Disse il pentito Antonino Calderone: "Loro furono i boss incontrastati di Riesi per tre generazioni... il supporto della Democrazia Cristiana... erano tutti appartenenti alla DC".
Sposò l'insegnante Antonina Di Legami, figlia di un dirigente del PCI di Riesi e per un periodo anche sindaco del paese. I suoi testimoni di nozze furono Giuseppe Calderone – fratello di Antonino e boss incontrastato di Catania – e il senatore della DC, Graziano Verzotto.
Verzotto era anche presidente dell'Ente Minerario Siciliano, istituito dopo la Seconda guerra mondiale con lo scopo di porre fine alla crisi che stava avvolgendo l'industria dello Zolfo in Sicilia.
Lavorò come impiegato di banca presso le filiali della Cassa di Risparmio di Caltanissetta e Gela per poi essere assunto dal Banco di Sicilia presso le succursali di Monreale, Catania e Milazzo. Dopo essere ritornato dal soggiorno obbligato a Torino, a causa della forte azione repressiva delle autorità nei confronti di Cosa Nostra, Di Cristina fu assunto come tesoriere in una delle compagnie facenti capo all'Ente Minerario Siciliano, la So.Chi.Mi.Si. (Società Chimica Mineraria Siciliana), per intercessione di Aristide Gunnella, deputato del Partito Repubblicano (PRI), sebbene lui stesso fosse riconosciuto come figura mafiosa dalle forze dell'ordine.
Messo alle strette, Don Peppe decise di schierarsi da un altro lato, a causa della scarsità di voti ricevuti nelle file della DC per coinvolgimenti con la giustizia. Decise allora di favorire lo stesso Gunnella, che nelle successive elezioni ricevette improvvisamente una valanga di voti rispetto al passato. Nonostante le polemiche sollevate dalla Commissione parlamentare antimafia riguardo al suo coinvolgimento con il Di Cristina, Gunnella fu difeso dal Leader del Partito Repubblicano, Ugo La Malfa: quest'ultimo lo fece eleggere con la carica di ministro.

### Coinvolgimento negli omicidi

Giuseppe Di Cristina al processo per l'uccisione di Candido Ciuni

Secondo gli inquirenti e stando alle rivelazioni del pentito Tommaso Buscetta, Di Cristina fu coinvolto nell'assassinio del presidente dell'ENI Enrico Mattei per via dei suoi legami con il deputato Graziano Verzotto, anche lui implicato nell'omicidio.
Sempre stando alle rivelazioni di Buscetta, Di Cristina è stato coinvolto anche nel rapimento e successivo omicidio del giornalista Mauro De Mauro, che a sua volta indagava sul caso Mattei.
Nel 1970 fu ricostituita la commissione di Cosa Nostra. Una delle prime questioni che doveva essere affrontata fu l'offerta del principe Junio Valerio Borghese per supportare i suoi piani per un golpe ai danni dello Stato. Calderone e Di Cristina incontrarono Borghese a Roma ma Gaetano Badalamenti si oppose al piano. Ad ogni modo, il Golpe Borghese fallì nella notte dell'8 dicembre 1970.
Uno degli uomini di Di Cristina, Damiano Caruso, fu uno dei killer che, insieme a Salvatore Riina, Calogero Bagarella, Bernardo Provenzano, Emanuele D'Agostino e Gaetano Grado tutti travestiti da militari della Guardia di Finanza, uccisero Michele Cavataio il 10 dicembre 1969 in Viale Lazio, a Palermo.
Di Cristina fu arrestato ma prosciolto per mancanza di prove nel "processo dei 114" che si concluse nel luglio del 1974. E ancora fu protagonista in un altro processo ad Agrigento che aveva ad oggetto una vendetta tra il clan mafioso di Riesi e quello di Ravanusa sul rifiuto di mettere al sicuro un carico di sigarette di contrabbando appartenenti al boss (la cosiddetta "faida di Ravanusa"): Di Cristina era infatti accusato di essere il mandante di un paio di omicidi, tra cui quello dell'albergatore Candido Ciuni, mafioso ravanusano freddato nell'ottobre 1970 da tre killers travestiti da infermieri mentre era ricoverato all'Ospedale Civico di Palermo dopo essere sopravvissuto ad un precedente agguato. Ancora una volta tutti gli imputati, incluso Di Cristina, furono assolti da quest'accusa per mancanza di prove nel marzo del 1974. Secondo Antonino Calderone e Francesco Di Carlo, gli omicidi avvenuti a Ravanusa (compreso quello dell'albergatore Ciuni) vennero eseguiti da Damiano Caruso su ordine di Di Cristina senza consultare i boss locali (Angelo Ciraulo di Ravanusa e Antonio Ferro di Canicattì), facendo crescere così il risentimento di questi ultimi nei confronti del boss riesino che li portò ad associarsi con i Corleonesi di Totò Riina, seguiti da Giuseppe Di Caro di Canicattì e da Carmelo Colletti di Ribera.

### Il confronto con i Corleonesi
Giuseppe Di Cristina si scontrò duramente con i Corleonesi sull'uccisione del Colonnello dei Carabinieri, Giuseppe Russo, avvenuto il 20 agosto del 1977. Russo, che secondo i Corleonesi era confidente dello stesso Di Cristina, fu ammazzato senza il consenso della Commissione regionale, la quale si era opposta alle richieste di Riina dando ragione a Di Cristina.
Per queste ragioni, Di Cristina divenne uno dei principali obiettivi dei Corleonesi, così come Giuseppe Calderone; i Corleonesi infatti stavano attaccando gli alleati delle famiglie palermitane in altre province, per isolare uomini come Stefano Bontate, Salvatore Inzerillo e Gaetano Badalamenti.

### Il fallito attentato del '77

Il duplice omicidio degli uomini di Giuseppe Di Cristina

Il 21 novembre 1977, Di Cristina riuscì a salvarsi da un attentato nei suoi confronti, dove ebbero la peggio i suoi due uomini: quel giorno, intorno alle ore 7:45, in contrada Palladio, nel tratto Riesi - Sommatino della S.S. 190 delle zolfare, un'autovettura Fiat 127, simulando un incidente, speronava frontalmente un'altra auto, una BMW a bordo della quale viaggiavano Giuseppe Di Fede, alla guida del mezzo, e Carlo Napolitano, seduto a fianco del conducente.
Subito dopo l'urto violento, due killer spietati, scesi dalla 127, esplodevano numerosi colpi di fucile da caccia e di rivoltella contro i predetti Di Fede e Napolitano, assassinandoli barbaramente.
Nel gennaio 1978, Di Cristina, insieme ai boss Gaetano Badalamenti e Giuseppe Calderone, incontrò Salvatore "Cicchiteddu" Greco, giunto dal Venezuela dove risiedeva, per discutere sull'eliminazione di Francesco Madonia, capo della cosca di Vallelunga Pratameno, in provincia di Caltanissetta, il quale era sospettato di aver ordinato il fallito attentato ai danni di Di Cristina su istigazione di Totò Riina, a cui era strettamente legato; Greco però consigliò di rimandare ogni decisione a data successiva ma, ripartito per Caracas, vi morì prematuramente per cause naturali, il 7 marzo 1978. In seguito alla morte di Greco, Madonia venne ucciso il 16 marzo da Di Cristina e da Salvatore Pillera, inviato da Giuseppe Calderone. Riina allora accusò Badalamenti di aver ordinato l'omicidio di Madonia senza autorizzazione e lo mise in minoranza, facendolo espellere dalla "Commissione" e facendolo sostituire con Michele Greco, un suo socio.

### Informatore della Polizia
Di Cristina venne isolato sempre di più. Decise allora di informare i Carabinieri sul pericolo del potere Corleonese. La prima riunione ebbe luogo il 16 aprile 1978 a Riesi, nella campagna di suo fratello Antonio.
Diede un quadro completo delle divisioni interne di Cosa Nostra tra i Corleonesi guidati da Luciano Liggio e la fazione opposta di Gaetano Badalamenti e Stefano Bontate. Secondo Di Cristina, la squadra dei Corleonesi era formata da 14 boss sanguinari ed infiltrati nelle altre famiglie mafiose, i quali facevano capo a Totò Riina e Bernardo Provenzano, colpevoli di numerosi omicidi, specialmente quello del tenente colonnello Giuseppe Russo, avvenuto su istigazione di Liggio dal carcere.

### Morte
Di Cristina fu aggredito il 30 maggio 1978 alla fermata di un autobus, in Via Leonardo Da Vinci a Palermo, da Leoluca Bagarella e Antonino Marchese. Di Cristina provò a difendersi con un revolver e riuscì a ferire uno dei killer, Leoluca Bagarella, il cognato di Totò Riina, ma Di Cristina ebbe la peggio e venne finito a colpi di pistola. Nelle sue tasche, Boris Giuliano troverà alcuni assegni legati al traffico di droga tra Sicilia e America e al banchiere Michele Sindona, firmati da Domenico Balducci, esponente di spicco della Banda della Magliana che verrà anch'egli assassinato pochi anni dopo.
Per l'omicidio di Di Cristina, Michele Greco, Totò Riina e Bernardo Provenzano furono condannati all'ergastolo come mandanti nel maxiprocesso di Palermo.
La sua morte fu il preludio della cosiddetta «seconda guerra di mafia» che iniziò nel 1981 con l'omicidio di Stefano Bontate. La morte di Di Cristina, avvenuta a Passo di Rigano nel territorio di Salvatore Inzerillo, fece cadere i sospetti proprio su quest'ultimo.
Dieci anni dopo il suo assassinio, anche il fratello Antonio venne ucciso a Riesi da un sicario che lo freddò con 7 proiettili.